# Arthria spathis
Arthria spathis is een muggensoort uit de familie van de Scatopsidae. De wetenschappelijke naam van de soort is voor het eerst geldig gepubliceerd in 1965 door Cook.